# Apocalypto (coloană sonoră)
Apocalypto (Original Score) este coloana sonoră a filmului din 2006 cu același nume de Mel Gibson. Albumul a fost lansat la casa de discuri Hollywood Records.

## Producția
Muzica coloanei sonore este compusă de James Horner și conține voci ale câtărețului Pakistanez Rahat Nusrat Fateh Ali Khan și a muzicianului englez Terry Edwards. Coloana sonoră Apocalypto este cea de-a treia colaborare a lui Horner cu Gibson. Horner a mai compus anterior muzica pentru filmele The Man Without a Face 1993, și epicul Braveheart din 1995, ambele în regia lui Gibson.
Abătându-se de la repertuarul său de muzică de orchestră, Horner a imrpovizat în mare parte pentru coloana sonoră a Apocalypto, utilizând o gamă largă de instrumente exotice, cum ar fi, Tromba Marina, trompetă și folosirea corului antilopei gnu Ugandaneze în lod de sintetizator. Coloana sonoră a fost înregistrată în studioul Abbey Road Studios din Londra, în decursul a câteva săptamâni, în toamna lui 2006.
Specialistul în instrumente de suflat, Tony Hinnigan a contribuit la crearea cooanei sonore, împrumutând numeroase instrumente de la New Globe Theatre și formând echipa de muzicieni.
Gibson descrie contribuția vocală a lui Khan:
“El este un bun valoros pentru coloană noastră sonoră. Tonurile sale plăcute adăuga emoție și dramă, și avem o paleta foarte îngustă în ceea ce privește orchestra. Noi nu avem o orchestră, și astfel el îndeplinește o mulțime de funcții care ar putea fi, în mod normal, oferite prin utilizarea unei orchestre complete. Totul doar într-un singur om, el e un om trupă.”

## Lista pieselor
| Piesă                                       | Durată |
| ------------------------------------------- | ------ |
| 1) From the Forest . . .                    | 1:55   |
| 2) Tapir Hunt                               | 1:31   |
| 3) The Storyteller's Dreams                 | 3:41   |
| 4) Holcane Attack                           | 9:28   |
| 5) Captives                                 | 3:06   |
| 6) Entering the City with a Future Foretold | 6:05   |
| 7) Sacrificial Procession                   | 3:40   |
| 8) Words Through the Sky - The Eclipse      | 5:11   |
| 9) The Games and Escape                     | 5:15   |
| 10) An Elusive Quarry                       | 2:15   |
| 11) Frog Darts                              | 2:45   |
| 12) No Longer the Hunted                    | 5:50   |
| 13) Civilisations Brought by Sea            | 2:20   |
| 14) To the Forest . . .                     | 7:41   |
| Durată totală                               | 60:33  |